# Cratere Newcomb (Marte)
Newcomb  è un cratere sulla superficie di Marte.
Il cratere è dedicato all'astronomo canadese-statunitense Simon Newcomb.